# بانک اومپ‌کوآ پلازا
ساختمان بانک اومپ‌کوآ پلازا (به انگلیسی: Umpqua Bank Plaza) نوزده طبقه برج اداری بلند در مرکز شهر جزیره پورتلند، اورگان، ایالات متحده آمریکا است. ساختار آن با آجر قرمز است.
ارتفاع ۲۶۳ فوت (۸۰ متر) است با مساحت ۲۶۵۰۰۰ فوت مربع (۲۴۶۰۰ M2). در سال ۱۹۷۵ با هزینه ۱۶ میلیون دلار، شروع به کار کرد. این بنا توسط فریتز ولف، زیمر، Gunsul و فراسکا طراحی شد که با عنوان گروه معماری ZGF شناخته می‌شوند. ساختمان اغلب به نام بنجامین فرانکلین پلازا نامیده می‌شد؛ و پس از فرانکلین، ساختمان به نام Umpqua تغییر نام داد.

## تاریخچه
ساخت و ساز در سال ۱۹۷۴ با ۱۹ طبقه آغاز شد، با برنامه‌هایی که یک شرکت مصالح ساختمانی برنامه‌ریزی کرده بود که آن را به خانه تغییر نام دهد. ساخت و ساز در سال ۱۹۷۴ بر روی این پروژه با ۱۶ میلیون دلار به پایان رسید، اما اسم دچار شکست اقتصادی شد و کسی به داخل ساختمان راه نیافت و شرکت با شکست رو به رو شد. در سال ۱۹۷۵ ساختمان باز شد، و بنجامین فرانکلین توسط حکومت فدرال پس‌انداز و وام‌های خود را به ساختمان منتقل کرد و قادر به گرفتن ساختمان شد و نام ساختمان را به نام بنجامین فرانکلین تغییر داد. هنگامی که بنجامین فرانکلین به طبقه ۱۹ نقل مکان کرد، قطعات فلزی و چدنی از ساختمان که تخریب شده بود و قدیمی بود، توسط مدیر عامل شرکت فن اضافه شد. علاوه بر این، بخشی از سقف شیشه‌ای که برای صرفه جویی در هزینه از هتل قدیمی در واشینگتن خریداری شده بود، برای این مسکن استفاده شد.
در سال ۱۹۸۳، RREEF ساختمان را حدود ۳۵ میلیون دلار خریداری کرد. پس‌انداز و وام‌های دولت فدرال که بنجامین فرانکلین با آن‌ها به قدرت رسیده بود، در سال ۱۹۹۰ بسته شد و منحل شد، و نام ساختمان تغییر کرد. در سال ۱۹۹۰ یک شرکت تابعه از Nichiei آمریکا، ساختمان را با ۳۴ میلیون دلار خریداری کرد. در سال ۱۹۹۷، پلازا با هزینه ۲٫۷ میلیون دلاری تغییر کاربری داد و تبدیل به ساختمان اداری شد. ساختمان دفتر از صاحبان ساختمان و مدیران انجمن جزیره پورتلند، برنده جایزه سال شد؛ و شرکت ورزشی FILA در سال ۱۹۹۷ در ساختمان طراحی و افتتاح شد.
در سال ۱۹۹۸، خواص Spieker برج را از Nichiei با هزینه ۵۰ میلیون دلار خریداری کردند. خواص Spieker بعد با هم ادغام شدند و بخشی از حقوق صاحبان سهام خواص به دفتر اعتماد تبدیل شد. پس از حمله در صبح ۱۱ سپتامبر ۲۰۰۱، ساختار این ساختمان که یکی از ساختمانهای بلند است به روی عموم بسته شده‌است. شرکت حسابداری ارنست و یانگ LLP در یال ۲۰۰۳ یک دفتر اداری در ساختمان افتتاح کرد.
Umpqua بانک به بزرگترین مستأجر پلازا در سال ۲۰۰۵ تبدیل شد زمانی که بیش از ۵۲۰۰۰ فوت مربع (۴۸۰۰ M2) در اجاره نامه خود ثبت کرده بود، در حال حاضر ۱۲۰۰۰ فوت مربع (۱۱۰۰ M2) برای یک شعبه بانک و برخی از دفاتر استیجاری اضافه شده‌است؛ و به این منجر شد که بنجامین فرانکلین پلازا به عنوان Umpqua بانک پلازا در ۲۰۰۵ ژانویه ۱۹ تغییر نام داد.
دلیل این تغییر نام، این کاربری‌ها بودند: شرکت مادر بانک، Umpqua منابع شرکت و ساختمان دفتر مرکزی آن در بالای ساختمان، هر چند این بانک هنوز هم در Roseburg در جنوب اورگان دفتر مرکزی فعالیت می‌کند.
در مارس ۲۰۰۷، خواص Shorenstein LLC همراه با چند تن دیگر در پورتلند از گروه استون، ساختمان را خریداری کردند. استون ساختمانی را به دست آورده بود که مانند زمانی بود که حقوق صاحبان سهام خاص آن را به دفتر اعتماد تبدیل کرده بودند. این ساختمان مدرک طلایی لید را در طراحی انرژی و محیط زیست (LEED) و همچنین صدور گواهینامه از شورای ساختمان‌سازی سبز ایالات متحده در سال ۲۰۱۲ برای پایداری به دست آورد.

## جزئیات
طبقه نوزده، کلاس A برج، دارای فضای اداری ۲۷۰۰۰۰ فوت مربعی (۲۵۰۰۰ M2) از فضای ساختمان. افزایش ۲۶۳ فوت، این ساختمان توسط رابرت فراسکا از شرکت معماری پورتلند زیمر Gunsul فراسکا مشارکت و طراحی شده‌است. ساختمان اداری اولین ساختمان بلند برای این شرکت بود که ساختار بیرونی آن با آجرهای قرمز نما شده‌است. این آجر را Willamina ثبت کرده بود و آن را به پانل‌های پیش ساخته تبدیل کرده بودند، و این آخرین نمونه از این آجر قرمز است که در ساختمان‌های پرتلند استفاده شده بود.